# USS Delaware (SSN-791)
El USS Delaware (SSN-791) es un submarino nuclear de ataque de la clase Virginia Bloque III de la Armada de los Estados Unidos. El contrato para construirlo se otorgó a Huntington Ingalls Industries en asociación con la división Electric Boat de General Dynamics en Newport News, Virginia, el 22 de diciembre de 2008. Este barco es el octavo y último de los submarinos Bloque III que cuentan con una proa revisada, que incluye algo de tecnología de los SSGN de la clase Ohio. La construcción del Delaware comenzó en septiembre de 2013. Fue bautizado el 20 de octubre de 2018. Fue comisionado administrativamente después de que se cancelara la ceremonia de puesta en servicio estándar debido a preocupaciones de salud pública sobre la pandemia del COVID-19. El Delaware fue el primer barco estadounidense que se puso en servicio bajo el agua. La ceremonia oficial de puesta en servicio tuvo lugar el 2 de abril de 2022 en el puerto de Wilmington, Delaware.

## Diseño
El USS Delaware mide 377 pies (115 m) de largo, 33 pies (10 m) de ancho, tiene un calado máximo de 32 pies (9,8 m) y desplaza 7.800 toneladas (7.700 toneladas largas; 8.600 toneladas cortas). Está propulsado por energía nuclear, tiene una sola unidad propulsora estilo hidrojet y un complemento de 15 oficiales y 117 miembros de la tripulación alistados.